# 大久保鉄作

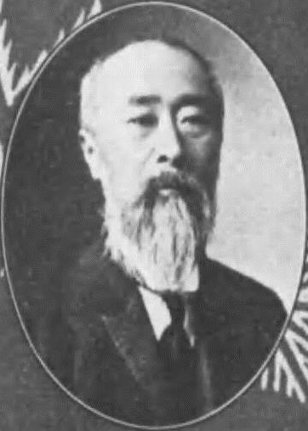
大久保鉄作

大久保 鉄作（おおくぼ てっさく、嘉永3年11月28日（1850年12月31日） – 大正10年（1921年）7月5日）は、日本の新聞記者、政治家。
秋田市長（第5代）、衆議院議員（立憲政友会）、秋田県会議長、秋田県会議員などを務めた。

## 経歴
久保田藩士大久保盛実の長男として中谷地町（現秋田市）に生まれる。藩校明徳館で漢学を学んだ後、東京に出て1875年（明治8年）より朝野新聞の記者となった。帰郷後の1881年（明治14年）に秋田日報を創刊し、1883年（明治16年）に秋田改進党を結成した。同年、秋田県会議員に選ばれ、後に議長に就任した。後藤象二郎が大同団結運動を唱えると、これに呼応して東北九州連合の必要性を説いて、精力的に活動した。
1898年（明治31年）、第6回衆議院議員総選挙に出馬し、当選。1903年（明治36年）の第8回衆議院議員総選挙でも再選された。
1906年（明治39年）、秋田市長に選出され、1916年（大正5年）まで在任した。墓所は秋田市白馬寺。

## 家族
- 父・盛実（實）[4]
- 妻・ツヤ（安政6年、7月生、今の秋田市出身、下山田正直の長女[4]）
  - 長女・ミチ（明一二、三生[4]）
  - 二女・ユキ（明一四、八生、佐野庄五郎の長男・皐蔵の妻[4]）
  - 三女・テルコ（同一六、一生、村谷有秀の養女となる[4]）
  - 長男・健夫（明一七、八生[4]）